# Sphenometopa raddei
Sphenometopa raddei är en tvåvingeart som beskrevs av Boris Borisovitsch Rohdendorf 1967. Sphenometopa raddei ingår i släktet Sphenometopa och familjen köttflugor.
Artens utbredningsområde är Azerbajdzjan. Inga underarter finns listade i Catalogue of Life.